# معاملة المثليين في جمهورية التشيك
تعتبر حقوق المثليات والمثليين ومزدوجي التوجه الجنسي والمتحولين جنسياً (اختصاراً: LGBT) في جمهورية التشيك من بين الأكثر ليبرالية في بلدان أوروبا الوسطى. في عام 2006، شرّع البرلمان الشراكات المسجلة (بالتشيكية: registrované partnerství)‏ للشركاء المثليين، وقد بدأ البرلمان في عام 2018 بالنظر في قانون يشرع زواج المثليين.
يحظر القانون التشيكي التمييز على أساس التوجه الجنسي والهوية الجندرية. وتعتبر جمهورية التشيك باعتبارها واحدة من أكثر تسامحا في أوروبا الوسطى وفي دول الكتلة الشرقية فيما يتعلق بالمثلية الجنسية وزواج المثليين. وقد وجدت استطلاعات الرأي مستويات متزايدة من الدعم لزواج المثليين. أظهر استطلاع أجراه مركز بيو للأبحاث في عام 2013 أن 80% من التشيكيين يعتقدون أنه يجب على المجتمع تقبل المثلية الجنسية، وهو واحد من أعلى المعدلات بين 39 دولة شملها الاستطلاع. تشتهر العاصمة براغ على المستوى الدولي بحضور قوي للحياة الليلية وانفتاحها على مجتمع المثليين.

## قانونية النشاط الجنسي المثلي
تم إلغاء تجريم النشاط الجنسي المثلي في عام 1962، بعد أن أدت الأبحاث العلمية التي أجريت من قبل كيرت فرويند إلى الاستنتاج القائل بأن التوجه الجنسي المثلي لا يتغير. تم تساوي السن القانونية للنشاط الجنسي في عام 1990 (إلى 15 سنة - كان في السابق 18 عامًا للمثليين جنسياً). لايشكك الجيش أو يسأل عن التوجه الجنسي للجنود، ويسمح للأفراد من مجتمع المثليين بالخدمة علنا. كما تم إلغاء تجريم الدعارة المثلية في عام 1990.

## الاعتراف القانوني بالعلاقات المثلية
أصبحت المساكنة غير المسجلة ممكنة منذ عام 2001. منحت الجمهورية التشيكية «الأشخاص الذين يعيشون في منزل بصفة مشتركة» حقوق الميراث والتعاقب في السكن، بالإضافة إلى حقوق زيارة المستشفيات والسجون المماثلة للأزواج المغايرين المتزوجين.
تم رفض مشروع قانون لتقنين الشراكة المسجلة، والذي فيه بعض حقوق الزواج، أربع مرات، في أعوام 1998 و 1999 و 2001 و 2005. ومع ذلك، في 16 ديسمبر 2005، تم إقرار مشروع قانون للشراكة جديد من قبل مجلس النواب التشيكي؛ كما أقره مجلس الشيوخ في 26 يناير 2006، ولكن في وقت لاحق اعترض عليه الرئيس فاتسلاف كلاوس ورفض التوقيع عليه.
في 15 مارس 2006، قام مجلس النواب بإبطال حق الرئيس في استخدام حق النقض، ودخل القانون حيز التنفيذ في 1 يوليو 2006. منذ هذا التاريخ، تسمح الجمهورية التشيكية بالشراكات المسجلة للشركاء المثليين، والتي توفر العديد من حقوق الزواج (باستثناء حقوق التبني والأداءات المشتركة على المنازل وتسميها ب«زواج»).
في 12 يونيو 2018، تم تقديم مشروع قانون لتشريع زواج المثليين، برعاية 46 نائبا، إلى مجلس النواب. ردا على ذلك، وبعد ثلاثة أيام، اقترحت مجموعة من 37 نائبا تعديلا دستوريا لتعريف الزواج على أنه اتحاد رجل وامرأة. يتطلب مشروع قانون السماح بزواج المثليين الحصول على أغلبية بسيطة في مجلس النواب، في حين تتطلب التعديلات الدستورية أغلبية الثلثين وهي 120 صوتًا. في 22 حزيران/يونيو 2018، أعلنت الحكومة دعمها لمشروع قانون زواج المثليين. من المتوقع أن يتم التصويت على مشروع قانون زواج المثليين في يناير 2019.

## التبني وتنظيم الأسرة
في يونيو/حزيران 2016، ألغت المحكمة الدستورية حظراً يمنع الأشخاص الذين يعيشون في شراكات مسجلة من تبني الأطفال كأفراد. أعلنت الحكومة عن نيتها إلغاء هذا القانون بناء على إعلان المحكمة الدستورية. ومع ذلك، لا يزال التبني المشترك للأطفال من قبل الشركاء المثليين وتبني أحد الشريكين للطفل البيولوجي للشريك الآخر غير قانوني.
لايسمح للشريكات المثليات بالوصول إلى علاجات التلقيح الاصطناعي في البلاد.
في أكتوبر/تشرين الأول 2016، وافقت الحكومة على اقتراح يمنح الشركاء في شراكات مسجلة الحق في تبني أطفال شركائهم. ذهب مشروع القانون إلى البرلمان حيث لم تتم مناقشته. وقالت جيني دينستبير جونيور، وزيرة الجمهورية التشيكية لحقوق الإنسان وتكافؤ الفرص، «إن الأمر يتعلق بضمان حصول الشريك الآخر على علاقة قانونية مع الطفل». ولكن فشل مشروع القانون حينها ولم يتم التصويت عليه أبدا.
في عام 2019، يجري النظر في التبني المشترك للأطفال من قبل الشركاء المثليين وتبني أحد الشريكين للطفل البيولوجي للشريك الآخر كجزء من مشروع قانون تشريع زواج المثليين في مجلس النواب.

## الحماية من التمييز

خريطة جمهورية التشيك مع علم فخر المثليين

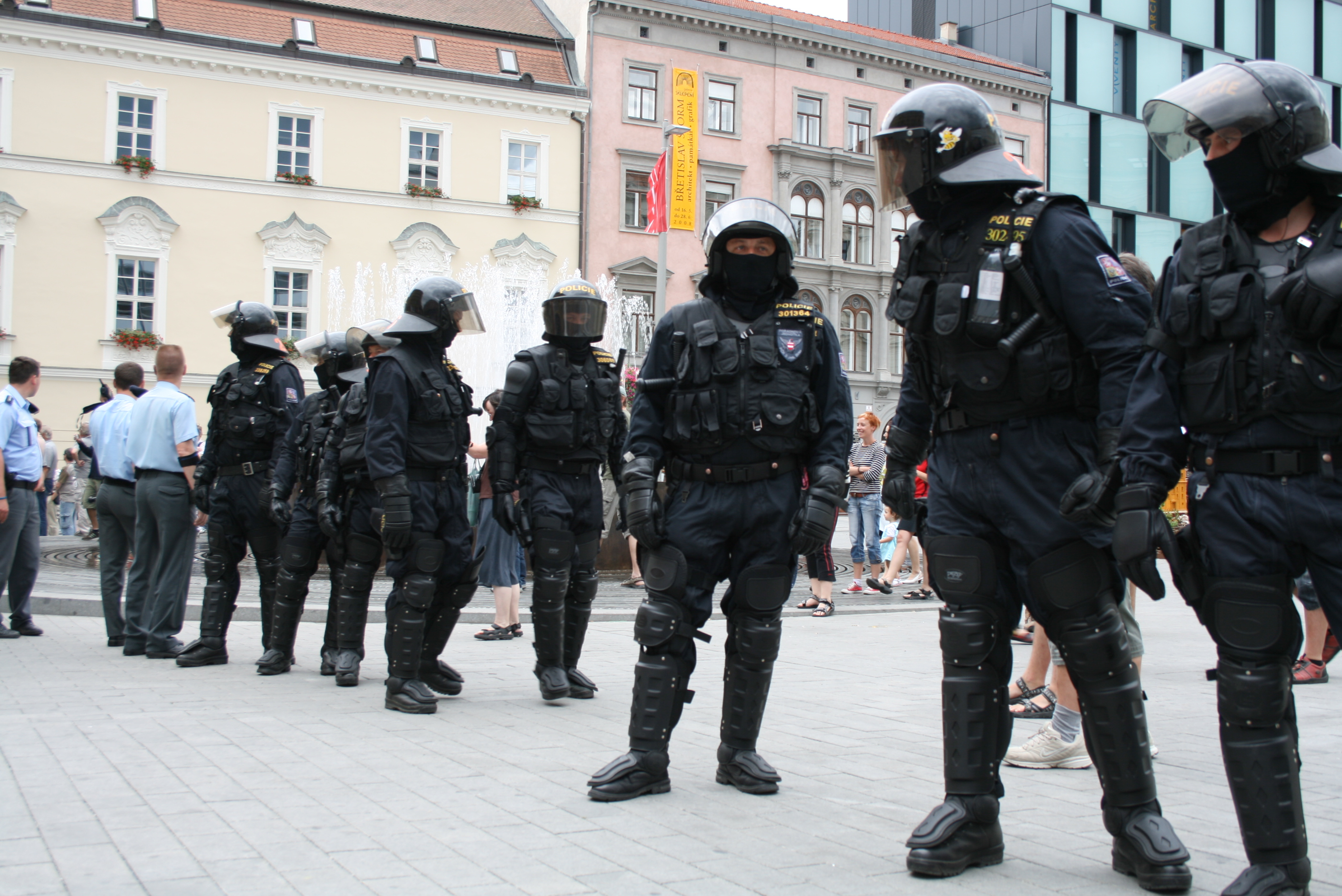
طوائف الشرطة تدافع عن مهرجان المثليين والمثليات السينمائي عام 2008 في برنو ضد اقتحام المتطرفين اليمينيين: فقط أولئك الذين خضعوا للبحث عن أسلحة سُمح لهم بالمرور على الطوق

في عام 2009، صدر قانون شامل لمكافحة التمييز يحظر التمييز على أساس التوجه الجنسي والهوية الجندرية في التوظيف والتعليم والإسكان والحصول على السلع والخدمات.

## الهوية الجندرية والتعبير عنها
أجريت أول جراحة إعادة تحديد الجنس في البلاد في عام 1942، عندما غيّر رجل متحول جنسيا جنسه القانوني فيما بعد إلى ذكر. حاليا، 50-60 شخصا يخضعون لعمليات جراحية كل عام في البلاد (على 10,6 مليون نسمة).
من أجل تغطية التأمين الصحي، يتم تقييم طلب تغيير علامات الجندر والعلاج من قبل لجنة في وزارة الصحة. بعد الموافقة، يخضع مقدم الطلب لسنة واحدة من العلاج الهرموني، يليه عام واحد من العيش في الدور الاجتماعي للجنس الآخر، بما في ذلك ارتداء ما يُعتبر «لباسًا مناسبًا». بعد هذا العلاج لمدة سنتين، قد يتم تغيير الأعضاء التناسلية من قبل الطبيب الجراح.

## الخدمة العسكرية
منذ عام 1999، يحظر القانون التشيكي التمييز على أساس التوجه الجنسي في الجيش. يُسمح للأشخاص المتحولين جنسياً بالخدمة بشكلٍ علني أيضًا.

## التبرع بالدم
يسمح للرجال المثليين ومزدوجي التوجه الجنسي بالتبرع بالدم في الجمهورية التشيكية بعد فترة تأجيل مدتها عام واحد.

## الرأي العام
في استطلاع عام 1988، اعتبر 23% من الأشخاص الذين تم سؤالهم أن المثلية الجنسية انحراف، بينما في استطلاع أجري عام 1994، شارك 6% فقط من هؤلاء في هذا الرأي. فيما يتعلق بالشراكات المسجلة، في استطلاع عام 1994، أعرب 60٪ من المستجيبين عن دعمهم للشراكات المسجلة. أظهر استطلاع للرأي أجري عام 2002 أن 76% من المستطلعين اعتبروا أن هناك حاجة إلى قانون حول الشراكات المسجلة. في عام 2004، أظهر الرأي العام مستوى قويًا من الدعم للشراكات المسجلة للشركاء المثليين، حيث وافق 60% منهم على مثل هذا القانون. أظهر استطلاع عام 2005 أن 43% من التشيكيين يعرفون شخصًا مثليًا أو مثلية، و 42% يؤيدون زواج المثليين و 62% يؤيدون الشراكات المسجلة، في حين أن 18% فقط أيدوا تبني المثليين للأطفال. في عام 2006، أظهر مؤشر يوروباروميتر أن 52% من التشيكيين يؤيدون زواج المثليين (أعلى من متوسط الاتحاد الأوروبي 44%) بينما 39% يؤيدون تبني المثليين للأطفال. أظهر استطلاع يوروبارميتر لعام 2015 دعمًا قياسيًا مرتفعًا بنسبة 57% بين التشيكيين، وهو ما يمثل زيادة بنسبة 5% عن المستوى الذي كان عليه في عام 2006. أظهر استطلاع «سي في في أم» السنوي حول حقوق المثليين انخفاضًا طفيفًا، على الرغم من ارتفاع مستويات الدعم:
| تأييد التشيكيين لحقوق المثليين حسب "سي سي أف أم" | 2005 | 2005 | 2007 | 2007 | 2008 | 2008 | 2009 | 2009 | 2010 | 2010 | 2011 | 2011 | 2012 | 2012 | 2013 | 2013 | 2014 | 2014 | 2015 | 2015 | 2016 | 2016 | 2017 | 2017 | 2018 | 2018 | 2019 | 2019 |
| تأييد التشيكيين لحقوق المثليين حسب "سي سي أف أم" | نعم  | لا   | نعم  | لا   | نعم  | لا   | نعم  | لا   | نعم  | لا   | نعم  | لا   | نعم  | لا   | نعم  | لا   | نعم  | لا   | نعم  | لا   | نعم  | لا   | نعم  | لا   | نعم  | لا   | نعم  | لا   |
| ------------------------------------------------ | ---- | ---- | ---- | ---- | ---- | ---- | ---- | ---- | ---- | ---- | ---- | ---- | ---- | ---- | ---- | ---- | ---- | ---- | ---- | ---- | ---- | ---- | ---- | ---- | ---- | ---- | ---- | ---- |
| الشراكة المسجلة                                  | 61%  | 30%  | 69%  | 24%  | 75%  | 19%  | 73%  | 23%  | 72%  | 23%  | 72%  | 23%  | 75%  | 21%  | 72%  | 23%  | 73%  | 23%  | 74%  | 22%  | 74%  | 21%  | 76%  | 19%  | 74%  | 22%  | 75%  | 20%  |
| زواج المثليين                                    | 38%  | 51%  | 36%  | 57%  | 38%  | 55%  | 47%  | 46%  | 49%  | 45%  | 45%  | 48%  | 51%  | 44%  | 51%  | 44%  | 45%  | 48%  | 49%  | 44%  | 51%  | 43%  | 52%  | 41%  | 50%  | 45%  | 47%  | 48%  |
| التبني المشترك                                   | 19%  | 70%  | 22%  | 67%  | 23%  | 65%  | 27%  | 63%  | 29%  | 60%  | 33%  | 59%  | 37%  | 55%  | 34%  | 57%  | 45%  | 48%  | 44%  | 49%  | 48%  | 43%  | 51%  | 40%  | 48%  | 45%  | 47%  | 47%  |
| تبني أحد الشريكين للطفل البيولوجي للشريك الآخر   | -    | -    | -    | -    | -    | -    | -    | -    | -    | -    | -    | -    | -    | -    | -    | -    | 58%  | 32%  | 59%  | 33%  | 62%  | 29%  | 68%  | 24%  | 64%  | 29%  | 60%  | 31%  |

| دعم التشيكيين لحقوق المثليين حسب "ميديان"      | 2016 | 2016 | 2018 | 2018 |
| دعم التشيكيين لحقوق المثليين حسب "ميديان"      | نعم  | لا   | نعم  | لا   |
| ---------------------------------------------- | ---- | ---- | ---- | ---- |
| الشراكة المسجلة                                | 68%  | 26%  | -    | -    |
| زواج المثليين                                  | 67%  | 29%  | 75%  | 19%  |
| التبني المشترك                                 | 48%  | 48%  | 61%  | 31%  |
| تبني أحد الشريكين للطغل البيولوجي للشريك الآخر | -    | -    | 71%  | 21%  |

في مارس 2012، وجد استطلاع للرأي أن 23% من التشيكيين لا يرغبون في الحصول على جيران مثليين أو مثليات. وهذا يمثل انخفاضا كبيرا من عام 2003، عندما قال 42% من التشيك أنهم لا يريدون أن يكون لديهم مثليون أو مثليات.
أظهر استطلاع الرأي الذي أجراه مركز بيو للأبحاث في عام 2013 أن 80% من التشيك يعتقدون أن المثلية الجنسية يجب أن تقبل من قبل المجتمع، بينما اعتقد 16% أنها لا ينبغي أن تكون مقبولة. 84% من الأشخاص بين 18 و 29 يعتقدون أنه يجب قبولها، 87% من الأشخاص بين 30 و49 و 72% من الأشخاص فوق سن الخمسين.

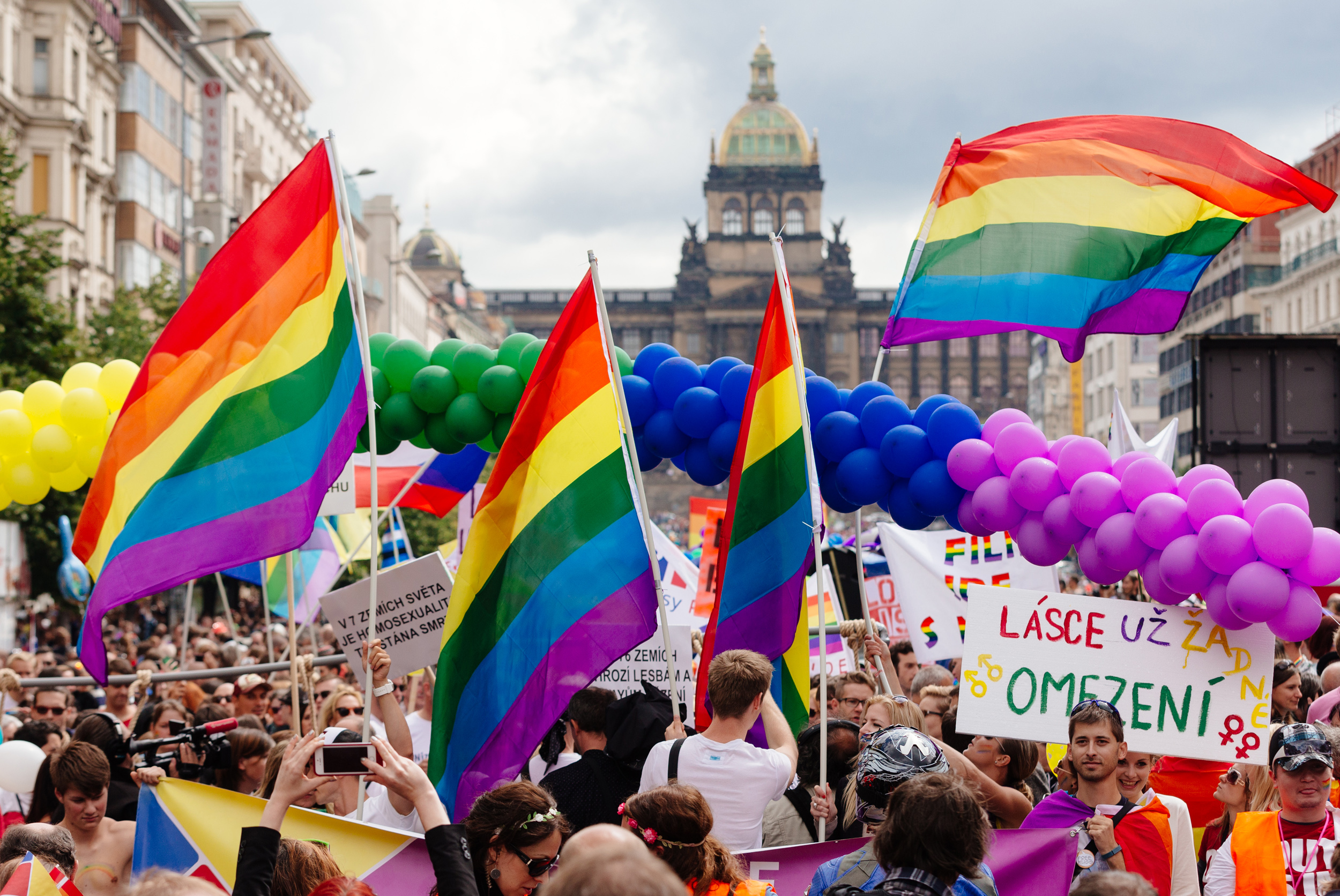
مسيرة فخر براغ للمثليين في عام 2014

وجدت دراسة استقصائية أجرتها أكاديمية العلوم في عام 2014 أن الدعم لزواج المثليين قد انخفض بشكل طفيف عن السنوات السابقة. بشكل عام، فإن أولئك الذين يعارضون توسيع حقوق المثليين عبر استطلاعات الرائ كشفوا أكثر من مرة على أنهم فقراء، يساريون، متقاعدون وكاثوليك رومانيون.
نشرت بلانيت روميو، وهي شبكة اجتماعية للمثليين، أول مؤشر السعادة للمثليين (GHI) في شهر مايو من عام 2015. وسُئل الرجال المثليون من أكثر من 120 دولة حول شعورهم حيال نظرة مجتمعاتهم للمثلية الجنسية، وكيف يواجهون الطريقة التي يُعاملون بها من قبل أشخاص آخرين ومدى رضاهم عن حياتهم. احتلت السويد المرتبة الثامنة عشر، فوق النمسا مباشرة تحت بلجيكا، مع نتيجة بلغت 66 على مؤشر السعادة.
في أبريل 2019، وفقًا لمسح أجرته «سي سي أف أم»، فإن 78% من التشيكيين لا يمانعون في وجود جار (ة) مثلي (ة)، بزيادة 3% عن عام 2018.
في يونيو 2019، وفقًا لمسح أجرته «سي سي أف أم» بين 4-14 مايو 2019، قال 48% من المشاركين أن المثلية الجنسية لن يسبب صعوبات في التعايش مع الناس في المدينة أو المجتمع الذي يعيشون فيه، بينما عارض 42% ذلك. مقارنة بعام 2008، يمثل هذا زيادة قدرها 11%. وجد الاستطلاع ذاته أن 39% من التشيكيين لديهم صديق أو أحد المعارف مثلي الجنس أو مثلية الجنس، في حين أن 50% ليس لديهم واحد و 11% «لا يعرفون». مقارنة مع عام 2018، وهذا يمثل زيادة بنسبة 5%.

## ظروف الحياة
على النقيض من القيود المفروضة على الحقبة الشيوعية، أصبحت جمهورية التشيك متحررة اجتماعيا نسبيا منذ الثورة المخملية في عام 1989 وهي واحدة من أكثر الدول الصديقة للمثليين جنسياً في الاتحاد الأوروبي. من المحتمل أن هذا التسامح المتزايد سببه انخفاض مستويات المعتقد الديني والتدين في البلاد، لا سيما عند مقارنتها بجيرانها بولندا والنمسا وسلوفاكيا.
هناك حضور لمجتمع المثلييت كبير نسبيا في براغ، وأقل من ذلك بكثير في بقية البلاد، مع كون العاصمة بمثابة نقطة جذب للشباب من مجتمع المثليين في البلاد. تحتوي المدينة على مشهد حياة ليلية كبيرة ومتطورة ومثيرة للاهتمام، تركز بشكل خاص حول منطقة فينوهرادي، مع ما لا يقل عن 20 من الحانات والنوادي و 4 ساونات. إلا أن الأماكن التي ينتشر فيها مجتمع المثليين لا تنتشر بشكل كبير في المدن التشيكية الأخرى.

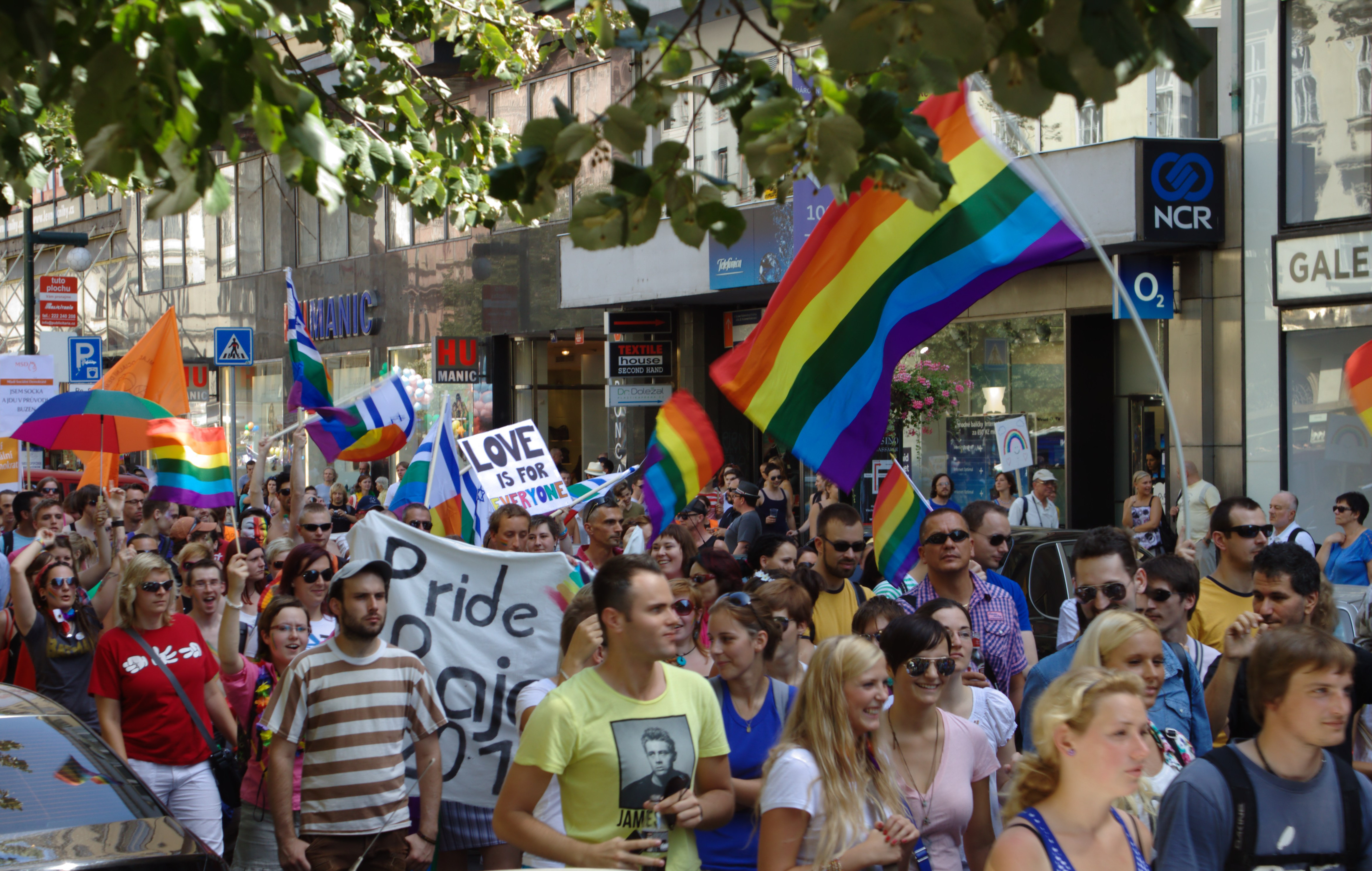
مسيرة فخر براغ للمثليين في عام 2012

في عام 2012، أجرت وكالة الحقوق الأساسية استطلاعا حول التمييز بين 93,000 من المثليين والمثليات ومزدوجي التوجه الجنسي والمتحولين جنسياً في جميع أنحاء الاتحاد الأوروبي. بالمقارنة مع متوسط الاتحاد الأوروبي، أظهرت الجمهورية التشيكية نتائج إيجابية نسبيا. ومع ذلك، أظهرت النتائج أيضا أنه لا يزال هناك مساحة كبيرة لتحسين حقوق المثليين. أفاد 43% من المستجيبين التشيكيين أن لا أحد أو قليل من أفراد عائلاتهم كانوا على علم بتوجههم الجنسي. كان واحد من كل خمسة مشاركين مفصحا عن توجهه الجنسي لجميع أصدقائه أو زملائه. 71% من المستطلعين كانوا مفصحين عن توجههم الجنسية بشكل انتقائي حول توجهاتهم في العمل أو المدرسة. تجنب 52% من الرجال المثليين و 30% من النساء المثليات مسك أيادي شركائهم وشريكاتهم في الأماكن العامة خارج الأحياء مثلي الجنس خوفا من التعرض للاعتداء والتهديد أو المضايقة.

## أحداث عامة

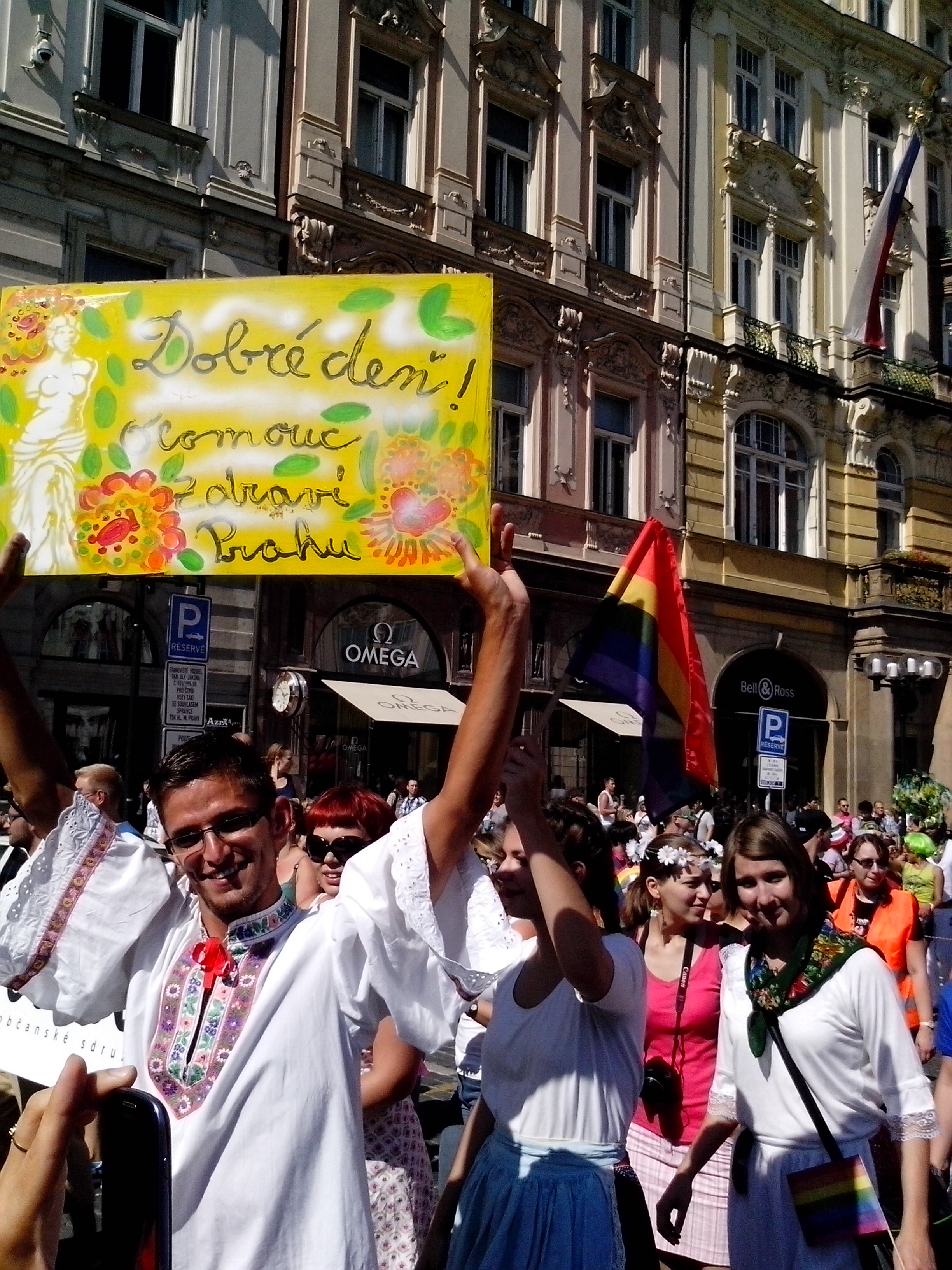
مشارك في مسيرة فخر براغ للمثليين في عام 2013 يلبس لباسا تقليديا من منطقة مورافيا (يُعرف بـ«هاناكيا») مع لافتة «صباح الخير - أولوموتس تحيي براغ»

تستضيف مدينة برنو مهرجانًا سنويًا للمثليين والمثليات للأفلام السينيمائية معروف باسم ميزيباترا، حيث توجد أماكن أخرى في مدن أخرى. ووهو يعقد كل شهر نوفمبر منذ عام 2000.
في السنوات 2008 و 2009 و 2010، أقيم مهرجان مثلي الجنس في مدينة برنو، ثاني أكبر مدينة في البلاد. تم عقد أول مسيرة فخر براغ للمثليين في أغسطس 2011 بدعم رسمي من رئيس البلدية بوهوسلاف سفوبودا وغيره من السياسيين. وقد اجتذب الحدث بعض الردود السلبية من الجماعات الدينية المحافظة واليمين المتطرف. وعقدت مسيرة فخر براغ للمثليين الثانية في أغسطس 2012، مما وضع تقليد إقامة مسيرة الفخر المثليين في براغ سنويًا. ومع ذلك، حاولت مجموعة من الشبان المسيحيين الاحتجاج على موكب بدعم من الأسقف الكاثوليكي لبراغ، دومينيك دوكا
عام 2014، حظر المنظمون أي أنشطة ترويجية للمولعين بالأطفال في الأماكن المرتبطة بفخر براغ بعد أن لفت العديد من المولعين بالأطفال الانتباه العام الماضي من خلال توزيع منشورات تفيد بأن «الاعتداء الجنسي على الأطفال لا يساوي إساءة معاملة الأطفال».
شهد أواخر عام 2010 تقديم أول دليل سياحي للمثليين رسمياً وخريطة للعاصمة التشيكية تم إنتاجه من قبل دائرة براغ للمعلومات، تحت رعاية مجلس مدينة براغ.

## ملخص
| قانونية النشاط الجنسي المثلي                                                             | (منذ عام 1962)                                                   |
| المساواة في السن القانوني للنشاط الجنسي                                                  | (منذ عام 1990)                                                   |
| قوانين مكافحة التمييز في التوظيف                                                         | (منذ عام 2009)                                                   |
| قوانين مكافحة التمييز في توفير السلع والخدمات                                            | (منذ عام 2009)                                                   |
| قوانين مكافحة التمييز في جميع المجالات الأخرى (تتضمن التمييز غير المباشر، خطاب الكراهية) | (منذ عام 2009)                                                   |
| زواج المثليين                                                                            | (في الانتظار)                                                    |
| الاعتراف القانوني بالعلاقات المثلية                                                      | (منذ عام 2006)                                                   |
| السماح للشخص العازب بالتبني بغض النظر عن توجهه الحنسي (سواء أكان في شراكة مسجلة أم لا)   | (منذ عام 2016)                                                   |
| تبني أحد الشريكين للطفل البيولوجي للشريك الآخر                                           | (مقترح)                                                          |
| التبني المشترك للأزواج المثليين                                                          | (مقترح)                                                          |
| يسمح للمثليين والمثليات الخدمة علناً في القوات المسلحة                                    | (منذ عام 1999)                                                   |
| الحق بتغيير الجنس القانوني                                                               | (ولكن يتطلب الجراحة والتعقيم)                                    |
| علاج التحويل محظور على القاصرين                                                          | (مقترح)                                                          |
| الحصول على أطفال أنابيب للمثليات                                                         | No                                                               |
| الأمومة التلقائية للطفل بعد الولادة                                                      | No                                                               |
| تأجير الأرحام التجاري للأزواج المثليين من الذكور                                         | (محظورا لجميع الأزواج بغض النظر عن التوجه الجنسي)                |
| السماح للرجال الذين مارسوا الجنس الشرجي بالتبرع بالدم                                    | / (منذ عام 2017: فترة تأجيلية بعد سنة واحدة من عدم ممارسة الجنس) |